# Orange Herald
Orange Herald (с англ. — «Оранжевый вестник») — британская ядерная авиационная бомба, испытанная 31 мая 1957 года. В то время считалась водородной бомбой, хотя было бустированной бомбой деления.

## История
Великобритания торопилась в создании термоядерного оружия мощностью около 1 мегатонны, потому что в 1955 году счиалось, что атмосферные испытания ядерного оружия могут в скором времени запретить, и она хотела показать свою способность производить ядерное оружие мощностью от мегатонны и выше, проведя испытания этого оружия до наложения каких либо юридических запретов. Согласно статье в «New Scientist» , премьер-министр Гарольд Макмиллан также надеялся убедить США изменить закон Мак-Магона, который запрещал обмениваться информацией в ядерной сфере, даже с англичанами. За разработку бомбы главным был назначен Уильям Пенни, британский профессор, участвовавший в Манхэттенском проекте. Испытания Orange Herald прошли успешно.
Некоторые полагают, что большая потребность в тритии у Orange Herald (на самом деле она содержала небольшое количество трития), стала главной причиной аварии в Уиндскейле. Так же, это оружие не получило большого восхищения у учёных, работавших на данном проекте — цитируется один из работников в британской ядерной программе, доктор Брайан Тейлор: «Я думал, что Orange Herald — это глупое устройство. Оно не было элегантным, его нельзя было развивать дальше, это был тупиковый дизайн. И он потреблял огромное количество очень дорогих расщепляющихся материалов». Это цитата из документального фильма Би-би-си на тему аварии «Уиндскейл: крупнейшее ядерное бедствие в Великобритании».
Версия Orange Herald (Small) была испытана один раз, 31 мая 1957 года. Её мощность составила 720 килотонн во время испытаний Grapple 2 на острове Молден в Тихом океане.
Orange Herald остаётся самым мощным видом ядерного оружия из когда-либо испытанных на основе бустированного деления ядер.

## Технические характеристики
Orange Herald была ядерным оружием ускоренного деления ядер, содержащим ядра U-235 и небольшое количество трития (или гидрида лития). Используя всего 117 кг U-235, оно подходило для установки на ракету. Однако производство U-235 в Великобритании в 1950-е годы составляла 120 кг в год, что сделало Orange Herald редким и дорогим видом ядерного оружия.
Всего были разработаны две версии Orange Herald: «Orange Herald Large» с общим диаметром 1 метр и «Orange Herald Small» с общим диаметром в 0,75 метра. Разница между ними заключалась в количестве взрывчатых веществ, делящиеся сердечники были похожи. «Orange Herald Small» предназначалась в качестве боеголовки для баллистической ракеты. «Orange Herald Large» была спроектирована как ядерное оружие, которое с большей вероятностью могло бы дать мощность в диапазоне от 1 Мт. Однако из-за её размера она не подходила в качестве боеголовки для баллистической ракеты и была скорее запасным вариантом, который можно было бы использовать, если другие устройства не смогли бы дать желаемой мощности.
Orange Herald была первым британским ядерным оружием, которое использовало внешний источник нейтронов.